# Mobilizzazione articolare
Per mobilizzazione articolare si intende la variazione dell'angolo di movimento a carico di una articolazione, a partire da una posizione iniziale e secondo gli assi ed i piani su cui tale movimento può essere eseguito.
Essa può essere di diversi tipi: si parla di mobilizzazione attiva quando la variazione dell'angolo di movimento è causato dall'attività contrattile dei muscoli scheletrici, i quali si inseriscono sui capi ossei che compongono l'articolazione; la mobilizzazione attiva-assistita è una mobilizzazione attiva che avviene in associazione al controllo manuale da parte del fisioterapista; la mobilizzazione passiva si determina grazie all'applicazione dall'esterno di una forza che determina una variazione dell'angolo articolare. Tale forza può essere applicata dal fisioterapista, mediante opportune prese articolari, da un apparato meccanico provvisto di leve mobili o semplicemente dal peso esercitato dalla forza di gravità (come avviene nello squat).
Inoltre, per quanto riguarda la mobilizzazione passiva, essa permette al fisioterapista di percepire elementi fondamentali del movimento, quali endfeel, ampiezza del ROM, se il movimento risulta essere fluido o se ci sono attriti o scrosci tra i capi ossei...

## Principi base
La mobilizzazione passiva viene effettuata seguendo la legge concavo-convessa, che si basa sulla conoscenza della forma dei capi ossei dell'articolazione che stiamo trattando e dalla conoscenza che il movimento principale dell'articolazione è accompagnato da movimenti accessori, quali rotolamento e scivolamento. Il primo avviene sempre nella stessa direzione in cui avviene il movimento, il secondo invece può variare di direzione a seconda della forma del capo osseo che si muove. Ovvero, se il capo osseo in movimento ha una superficie articolare convessa, allora lo scivolamento avviene in direzione opposta al movimento, e anche al rotolamento. Se invece la superficie del capo osseo è concava, allora tutte e tre le componenti andranno nella stessa direzione, cioè quella del movimento.
I due movimenti accessori non avvengono nelle stesse percentuali durante un movimento: il rotolamento è maggiore quando le superfici articolari non hanno una grande congruenza, se esse invece risultano essere molto congruenti, allora prevarrà lo scivolamento. Questo secondo movimento accessorio lo possiamo riscontrare 'puro' solo in caso di completa, o quasi, congruenza dei capi ossei, cosa assai rara.
Fisiologicamente essi si manifestano grazie a componenti muscolari, ma se queste perdono la loro funzione allora sarà facile che anche il gioco articolare venga meno e che si presentino alterazioni articolari o disfunzioni.

## Obiettivi
Durante la mobilizzazione con scopo di ripristino del gioco articolare e della mobilità, il fisioterapista può ricercare la componente di scivolamento per un duplice proposito: ridurre il dolore, quindi a fini analgesici, oppure per allungare la capsula articolare in presenza di retrazione capsulare, avvenimento non poi così inconsueto. In questo secondo caso l'obbiettivo viene raggiunto mediante un trazionamento nella direzione in cui si ricerca l'allungamento capsulare. è bene sottolineare che allo scopo di ridurre la retrazione è raccomandato utilizzare solo lo scivolamento, e non il secondo movimento accessorio, ovvero il rotolamento, in quanto questo causa compressione articolare.

## Indicazioni al trattamento
- Dolore e reazione di difesa muscolare
- Ipomobilità articolare reversibile
- Errori di posizione o sublussazioni
- Limitazione progressiva a causa di patologie
- Immobilità funzionale

## Controindicazioni
- Ipermobilità
- Versamento articolare
- Infiammazioni